# Rainer H. Straub

Rainer H. Straub

Rainer Hans Straub (* 29. März 1960 in Freiburg im Breisgau) ist ein deutscher Mediziner und Hochschullehrer.
Der Vater Johann Straub – Direktor der Sparkasse Freiburg von 1968 bis 1981 – stammt aus einer Schwarzwälder Familie, die auf die Geigenbauer Franz Straub (1640- ca. 1700) und seinen Sohn Johann (I) Straub (1668–1742) zurückgeht. Nachfahren der ersten Familien sind noch heute im Besitz des Unterwirtshauses zum Löwen in Langenordnach. Seine Mutter Ruth Straub, geb. Ginter, ist Tochter einer der Gründerfamilien des Ortes Zähringen bei Freiburg, deren Eingemeindung nach Freiburg im Jahr 1906 stattfand.

## Leben
Nach dem Abschluss seines Medizinstudiums an der Albert-Ludwigs-Universität Freiburg (–1988), promovierte Rainer H. Straub im Jahr 1988. Danach arbeitete er zunächst als Postdoktorand in der Abteilung für Endokrinologie und Diabetologie am Universitätsklinikum Freiburg.
Im Jahr 1991 wechselte er ans Universitätsklinikum Regensburg in die Innere Medizin (Direktor: Jürgen Schölmerich). Seit einem Forschungsaufenthalt am Institut für Pharmakologie der Universität Wien beschäftigte er sich mit der Interaktion zwischen Nervensystem und Immunsystem. Am Universitätsklinikum Regensburg wurde er 1995 habilitiert. Danach absolvierte er die Weiterbildung zum internistischen Rheumatologen.
Seit 2001 ist er Hochschulprofessor für Experimentelle Medizin mit Schwerpunkt Rheumatologie am Universitätsklinikum Regensburg und beschäftigt sich in seiner Forschung hauptsächlich mit der Frage, welche Rolle die Interaktionen von Nervensystem, Endokrinem System und Immunsystem bei der Entstehung und Aufrechterhaltung chronisch entzündlicher Erkrankungen, wie der rheumatoiden Arthritis aber auch anderen entzündlichen Krankheiten, spielen.
Rainer H. Straub ist verheiratet und hat drei Kinder.

## Leistungen
Ein zentraler Fokus seiner Forschung lag seit Beginn auf der direkten Kommunikation zwischen Nervensystem und Immunsystem, die er vor allem an der Milz, einer Schnittstelle des peripheren sympathischen Nervensystems und des Immunsystems, intensiv untersuchte. Diese neuroimmune Synapse von sympathischen Nervenfasern und Makrophagen kann je nach Umgebungssituation proentzündliche und anti-entzündliche Aufgaben haben.
Dann beschrieb er das Phänomen des Verlusts sympathischer Nervenfasern und das vermehrte Aussprossen von Schmerzfasern im Entzündungsgebiet zum Beispiel bei rheumatoider Arthritis.
Darüber hinaus untersuchte er Veränderungen im Stoffwechsel der Steroidhormone, insbesondere von Sexualhormonen und Glukokortikoiden bei chronisch entzündlichen Erkrankungen wie der rheumatoiden Arthritis. Dabei ging es u. a. um die Konversion von biologisch inaktiven Steroidhormonen in aktive Hormone. Hier zeigten sich Störungen der Umwandlung durch proentzündliche Faktoren, die die Entzündung befeuern.
In jüngerer Zeit integrierte Straub zunehmend auch Aspekte des körpereigenen Energie- und Wasserhaushalts, des zirkadianen Rhythmus, und der Evolutionsmedizin in sein Modell zur Pathophysiologie chronisch entzündlicher Erkrankungen.
Diese Überlegungen flossen auch in neuere Bücher ein. Hierzu gehört auch ein Buch aus dem Jahr 2022, das diese Elemente mit frühen Traumata in Beziehung setzt. In diesem Buch werden vier wichtige Verknüpfer zwischen Gehirn und Immunsystem ausführlich dargestellt. Diese Verknüpfer sind für die langfristige Aktivierung des Immunsystems nach frühen Traumata verantwortlich.
Rainer H. Straub war Sprecher des German Endocrine Brain Immune Network (GEBIN), der Arbeitsgruppe Neuroendokrinoimmunologie der Deutschen Gesellschaft für Immunologie (DGFI) der Neuroendocrine Immune Study Group of the American College of Rheumatology, und einer Forschergruppe der Deutschen Forschungsgemeinschaft (DFG) am Universitätsklinikum Regensburg.
In den Jahren 2009–2010 war er zudem Präsident der wissenschaftlichen Gesellschaft PsychoNeuroImmunology Research Society (PNIRS) (Journal: Brain Behavior & Immunity).  Er war Vortragender auf der 44. Nobel Konferenz am Karolinska-Institut in Stockholm im Jahr 2003, 2013 hielt er die Philip-Hench-Lecture der American College of Rheumatology und 2015 die Norman-Cousins Lecture der PsychoNeuroImmunology Research Society.
Er ist/war Mitglied der Herausgeber von Arthritis & Rheumatism, Rheumatology, Evolution, Medicine, and Public Health, Journal of Endocrinology, Neuroimmunomodulation, Brain Behavior & Immunity und Clinical and Experimental Rheumatology, um einige Beispiele zu nennen.
Seit 15. November 2021 ist er Editor-in-Chief der wissenschaftlichen Zeitschrift Neuroimmunomodulation, Karger, Basel, Schweiz.
Er promovierte ca. 80 Kollegen aus verschiedenen Fachbereichen lokal und international.
Er erhielt Förderungen von der Deutschen Forschungsgemeinschaft, dem Deutschen Akademischen Austauschdienst (DAAD), dem Bundesministerium für Bildung und Forschung, der Volkswagen-Stiftung und dem Bayerischen Staat.

## Veröffentlichungen
Neben mehr als 300 wissenschaftlichen Vorträgen und 400 wissenschaftlichen Fachartikeln und Buchkapiteln wurden von Rainer H. Straub auch mehrere Lehrbücher und Fachbücher veröffentlicht:
- The Neuroendocrine Immune Network in Ageing. Elsevier, 2004, ISBN 978-0-444-51617-6.
- Vernetztes Denken in der biomedizinischen Forschung. Psycho-Neuro-Endokrino-Immunologie. Vandenhoeck & Ruprecht, 2005, ISBN 978-3-525-45050-5.
- Lehrbuch der klinischen Pathophysiologie komplexer chronischer Erkrankungen. Band 1:Physiologische Grundlagen Vandenhoeck & Ruprecht, 2006, ISBN 978-3-525-45051-2
- Lehrbuch der klinischen Pathophysiologie komplexer chronischer Erkrankungen. Band 2:Spezielle Pathophysiologie Vandenhoeck & Ruprecht, 2007, ISBN 978-3-525-45052-9
- The Origin of Chronic Inflammatory Systemic Diseases and their Sequelae. Elsevier, 2015, ISBN 978-0-12-803321-0
- Altern, Müdigkeit und Entzündungen verstehen: Wenn Immunsystem und Gehirn um die Energie im Körper ringen. Springer, 2018, ISBN 978-3-662-55786-0
- Drei Gedächtnisse für den Körper: Wie wir Alzheimer-Demenz, rheumatoide Arthritis und Fettsucht erklären können. Springer, 2020, ISBN 978-3-662-59131-4
- Frühe Traumata als Ursprung von chronischer Entzündung - eine psychoneuroimmunologische Perspektive. Springer 2022, ISBN 978-3-662-65237-4
- Early Trauma as the origin of chronic inflammation - a psychoneuroimmunological perspective. Springer 2023, ISBN 978-3-662-66750-7
- Understanding Aging, Fatigue, and Inflammation - When the Immune System and Brain Compete for Energy in the Body. Springer 2024, ISBN 978-3-662-68903-5